# 石貨 (ヤップ島)

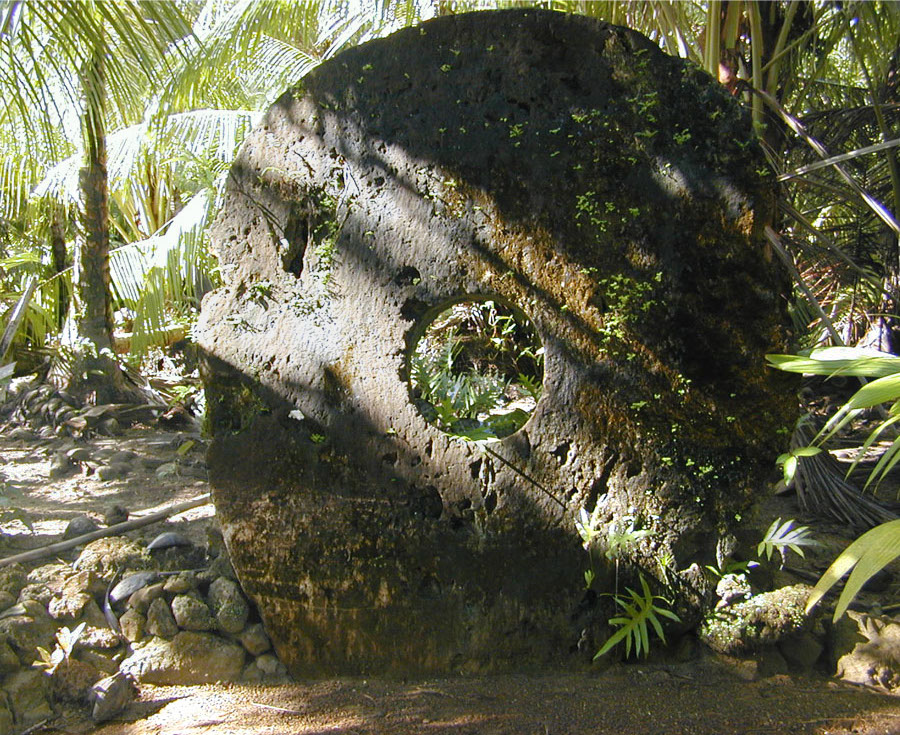
ヤップ島の石貨

石貨（せきか）は、フェイと呼ばれ、ヤップ島で使われた石の加工物。ヤップ語では「ライ（Rai）」という。

## 概要
石貨の由来や歴史ははっきりしていない。
形状は、おおむね円形（円盤形）で中央部に穴が開けてある。小さいものは直径30cmくらいで、普通は直径60cmから1m余り、大きいものになると直径3m、重さ5tほどにもなる。中央に穴を開けているのは、そこに丸太を差しこんで担ぐもしくは転がして運ぶためである。
この石貨となる結晶質石灰岩（大理石、アラゴナイト、炭酸カルシウム、霰石（あられいし））はヤップ島では産出せず、約500km離れたパラオから運ばれた。ヤップ人はカヌーの船団を組んでパラオに航海し、パラオ人との交渉を通じて石を採掘する許可を得た。石斧などで何か月もかけて石貨を切り出し、いかだに乗せて持ち帰った。これらの航海には危険が伴い、多くの者が亡くなった。その苦労度が高い石貨ほど値うちがあるものとされる。
19世紀後半（1870年代）より、欧米人がこれに目を付け、ヤップ人に代わって石貨製造に関わるようになった。中でもアイルランド系アメリカ人のデービッド・ディーン・オキーフは、1872年から1901年まで、最新式の機材をパラオに持ち込んで石貨を製造、それをヤップ島に持って行き、コプラと交換して莫大な財を成したという。オキーフ作の石貨は数千個あるといわれ、あまり「苦労」することなく製造されたことから、値打ちは従来のものよりも下がるとされている。
ヤップ島での石貨は、最終的には、1931年まで造られた。
日本統治時代は約1万3000個あったが、戦争や自然災害などで今では半数まで減っているといわれている。

## 用途
「石貨」と呼ばれるが、普通の貨幣のように日常物品の購入に使われるのではなく、冠婚葬祭時に贈られる一種の儀礼的贈答品として使われる。小型の石貨は穴に棒を通して運ばれるが、大きい石貨はそのまま置かれ、所有権のみが移行する。
そのため、パラオから運ぶ最中に筏が難破し、海中に沈んだケースにおいて、島民がその海中の石貨をその者の所有物として公認したという事例があった。
ヤップ島は1880年代にドイツの植民地（ドイツ領ニューギニア）となったが、島内にはしっかりとした道路は無く、踏み分け道も酷い状況にあった。1898年にドイツのヤップ島の監督官はある村の住人に道路の補修作業を命令した。しかし多くの島民が面倒がって作業に出てこなかったので、ドイツの監督官は、島民の所有する石貨の最も価値のあるものの幾つかについて、「ドイツ当局は島民間での石貨の所有権移転の経緯を否定する」旨（具体的に述べれば×印）を、黒ペンキで石貨上に記したところ、島民は直ちに道路の補修作業に応じた。道路補修完了後にドイツの監督官は黒ペンキ書きの文字を消し、島民は石貨の所有権移転の経緯を取り戻すことができた。
石貨の保管場所は移動せず所有権のみが移動するという取引形態は奇妙に思われるが、ミルトン・フリードマンは同様の事は先進国の近代的経済取引でも起きていると指摘する(コルレス契約)。1933年フランス中央銀行は、所有するドル資産を金と交換する事にしたが、金をアメリカからフランスに移動する手間を厭い、ドル資産と交換した金はニューヨーク連邦準備銀行にフランス中央銀行が預けた形で、そのまま据え置かれた。つまり現物の金の保管場所は全く変わり無いのだが、アメリカからフランスに大量の金の所有権が移動しているのである。